# Psiloglonium araucanum
Psiloglonium araucanum är en svampart som först beskrevs av Speg., och fick sitt nu gällande namn av E. Boehm, Marincowitz & Schoch 2009. Psiloglonium araucanum ingår i släktet Psiloglonium och familjen Hysteriaceae.   Inga underarter finns listade i Catalogue of Life.